# Дерёмов, Евгений Давыдович
Евге́ний Давы́дович Дерёмов (род. 26 июня 1941) — советский футболист, нападающий. Мастер спорта с 1965 года.

## Карьера

### Клубная
Начал карьеру в 1959 году в «Ростсельмаше», где играл до 1962 года, проведя за это время 74 встречи и забив 16 голов в ворота соперников.
С 1963 по июнь 1968 года выступал за «Кубань», в составе которой провёл 183 матча, забил 36 мячей в ворота соперников и трижды становился третьим призёром Второй группы класса «А» чемпионата СССР. Кроме того, провёл 8 матчей в Кубке СССР и дважды становился лучшим бомбардиром команды: в сезонах 1963 (6 мячей) и 1967 годов (14 мячей).
С июля 1968 года выступал в составе ростовского СКА, за который провёл в том году 5 матчей, после чего перешёл в нальчикский «Автомобилист» (позднее переименованный в «Спартак»), за который затем выступал вплоть до завершения карьеры игрока команд мастеров в 1975 году, проведя за это время более 185 матчей и забив 52 мяча в ворота соперников в первенстве страны.

## Достижения
3-е место во второй группе класса «А» СССР: 1966, 1967, 1969